# Annamitkanin
Annamitkanin (Nesolagus timminsi) är en däggdjursart som beskrevs av Averianov, Abramov och Valentin V. Tikhonov 2000. Annamitkaninen ingår i släktet Nesolagus och familjen harar och kaniner. IUCN kategoriserar arten globalt som otillräckligt studerad. Inga underarter finns listade.
Arten blir 35 till 40 cm lång, inklusive en kort svans. Pälsens grundfärg är gråbrun till rödbrun med en ljusare undersida. Kännetecknande är flera mörkbruna eller svarta strimmor som går längs och tvärs över bålen och ansiktet. Jämförd med typiska harar (Lepus) är öronen och extremiteterna kortare. Annamitkanin skiljer sig från sumatrakaninen (Nesolagus netscheri) genom avvikande detaljer av skallens och skelettets konstruktion.
Detta hardjur förekommer i Vietnam och angränsande delar av Laos. Arten vistas där i bergstrakter som är täckt av fuktiga städsegröna skogar.
Liksom flera andra kaniner vilar arten på dagen i underjordiska bon som skapades av ett annat djur. Den äter olika växtdelar som den hittar på marken. Som alla andra hardjur är Nesolagus timminsi koprofag. Inget är känt om fortplantningssättet.